# Кореновский, Анатолий Александрович
Кореновский Анатолий Александрович (13 февраля 1958, с. Шевченково Килийского р-на Одесской обл.) — математик. Доктор физико-математических наук (2007); профессор (2008 г.); руководитель научной школы «Теория функций действительного и комплексного переменного». Грамота управления науки и научной деятельности Одесской облгосадминистрации, Соросовский доцент.

## Биография
Родился 13 февраля 1958 г. в с. Шевченково Килийского р-на Одесской обл. В 1979 году окончил Одесский государственный университет имени И. И. Мечникова (ныне — Одесский национальный университет имени И. И. Мечникова). 1979—1981 гг. — работает инженером-программистом Николаевского вычислительного центра. С 1983 г. работает в ОНУ им. И. И. Мечникова. С 2009 года — зав. кафедры математического анализа.
В 1988 г. защищает кандидатскую диссертацию "Свойства функций, определяемые в терминах средних колебаний".
В 2007 г. защищает докторскую диссертацию "Средние колебания, обращенные неровности и ровно измеримые перестановки" в Институте математики НАН.
Анатолий Александрович читает лекции по таким дисциплинам, как: "Математический анализ", "Теория меры и интеграла", "Дифференциальные свойства функций действительного переменного", "Весовые оценки для максимального оператора Харди – Литтлвуда", "Функции с ограниченным средним колебанием", " свойства функций, выраженные в терминах средних колебаний "

## Научная деятельность
Основное направление в научной деятельности А. А. Кореновского — это теория функций действительного переменного, гармонический анализ.
Докторская диссертация А. Кореновского посвящена исследованию экстремальных свойств классов функций, которые обозначаются условными локальными характеристиками. Основные результаты работы заключаются в следующем:
— приведено новое доказательство леммы Ф. Рисса о восходящем солнце. Это доказательство перенесено на случай многомерных сегментов для любой абсолютно непрерывной меры;
— в анизотропном случае полученна точная оценка равноизмеримой перестановки функции с ограниченным средним колебанием. На основании этой оценки найдена точная постоянная в показателе экспоненты в анизотропном неравенстве Джона-Ниренберга;
— полученные оценки колебаний преобразований типа Харди и преобразования Кальдерона не улучшаются в ряде случаев;
– показана возможность повышения показателя суммируемости функции, которая удовлетворяет изотропные условия Гурова-Решетняка при любом значении параметра класса и для любой абсолютно непрерывной меры. Изучены свойства функции, которая удовлетворяет аналог условия Гурова-Решетняка в терминах максимальных функций;
— для функции, что удовлетворяет анизотропное условие Гурова-Решетняка, получена точная оценка равноизмеримой перестановки. На основании этой оценки найдены точные предельные показатели классов Макенхаупта и Геринга, в которые вложен класс Гурова-Решетняка;
— в одномерном случае найдены точные пределы самоулучшения показателей классов Геринга и Макенхаупта;
— найдены точные пределы самоулучшения показателей для классов функций, удовлетворяющих обратному анизотропному неравенству Гельдера в случае произвольной абсолютно непрерывной меры.

## Труды
- О принадлежности максимальной функции классу Орлича / А. А. Кореновский // Матем. заметки. — 1989. — Т. 46, № 2. — С. 66-75.
- Средние колебания и преобразование Гильберта / А. А. Кореновский // Известия ВУЗов. Математика. — 1989. — № 2. — С. 28-40.
- О связи между средними колебаниями и точными показателями суммируемости функций / А. А. Кореновский // Матем. сборник. — 1990. — Т. 181, № 12. — С. 1721-1727.
- О точном продолжении обратного неравенства Гельдера и условия Макенхаупта / А. А. Кореновский // Матем. заметки. — 1992. — Т. 52, № 6. — С. 32-44.
- Обратное неравенство Гельдера, условие Макенхаупта и равноизмеримые перестановки функций / А. А. Кореновский // Докл. АН СССР. — 1992. — Т. 323, № 2. — С. 229-232.
- Многомерный вариант леммы Рисса и некоторые его приложения / А. А. Кореновский // Волинський математичний вісник. — 1996. — Вип. 3. — С. 50-55.
- Об одном обобщении неравенства Гурова-Решетняка / А. А. Кореновский // Теорія наближення функцій та її застосування. — Київ, 2000. — (Пр. Ін-ту математики НАН України ; т. 31).
- Оценки колебаний сопряженного преобразования Харди и преобразования Кальдерона / А. А. Кореновский // Исследования по линейным операторам и теории функций. —  СПб., 2001. — (Зап. науч. семинаров ПОМИ ; т. 282).
- Об оценке снизу нормы в ВМОр преобразования Харди–Литтлвуда / А. А. Кореновский // Теорія наближення функцій та суміжні питання. — К., 2002. — (Пр. Ін-ту математики НАН України. Математика та її застосування ;т. 35).
- Оценки колебаний преобразования Харди / А. А. Кореновский // Мат. заметки. — 2002. — Т. 72, № 3.
- A note on the Gurov-Reshetnyak condition / А. А. Korenovskiy, A. K. Lerner, A. M. Stokolos // Math. Research Letters. — 2002. — Vol. 9, № 5-6.
- On the spectral radius of convolution dilation operators / А. А. Korenovskiy, V. D. Didenko, S. L. Lee // J. Anal. Appl. — 2002. — Vol. 21, № 4.
- О связи между классами функций Гурова-Решетняка и Макенхаупта / А. А. Кореновский // Мат. сб. — 2003. — Т. 194, № 6. — С. 127-134.
- О вложении класса Геринга в класс Гурова-Решетняка / А. А. Кореновский // Вісн. Одес. держ. ун-ту. Серія : Фіз.-мат. наук. — 2003. — Т. 8, вип. 2.
- О классе функций Гурова-Решетняка / А. А. Кореновский // Проблеми теорії функцій та суміжні питання. — Київ, 2004. — (Зб. пр. Ін-ту математики НАН України ; т. 1, № 1).
- Estimates of Oscillations for the Conjugate Hardy Transform and for the Calderon Transform / А. А. Korenovskii // J. of Math. Science. — 2004. — Vol. 120, № 5.
- Лемма Рисса «о восходящем солнце» для многих переменных и неравенство Джона –Ниренберга / А. А. Кореновский // Мат. заметки. — 2005. — Т. 77, № 1. — С. 53-66.
- Оценка перестановки функций, удовлетворяющей «обратному неравенству Иенсена» / А. А. Кореновский // Укр. мат. журн.. — 2005. — Т. 57. № 2. — С. 158-169.
- Об обратном неравенстве Гельдера / А. А. Кореновский // Мат. Заметки. — 2007. — Т. 81, № 3. — С. 361 – 373.
- Mean Oscillations and Equimeasurable Rearrangements of Functions / A. Korenovskii. – Heidelberg (Berlin) : Springer-Verlag, 2007. — 188 p. — (Lecture Notes of the Unione Matematica Italiana ; Bd. 4).
- Курс лекций по математическому аналізу : в 2 ч. / А. А. Кореновский, В. И. Коляда ; Одес. нац. ун-т им. И. И. Мечникова, Ин-т математики, экономики и механики. — Одесса : Астропринт, 2010. — Ч. 1. — 367 с. ; ч. 2 — 291 с.